# Aoristo
El aoristo (gr. ἀόριστος 'indeterminado') es un término filológico derivado originalmente del estudio del indoeuropeo, que hace referencia a formas verbales de varios idiomas, que no necesariamente están relacionadas o con significados similares. En idiomas indoeuropeos como el griego, sánscrito, armenio y macedonio, así como en lenguas influenciadas por la tradición indoeuropea (como el georgiano), el término usualmente expresa el aspecto perfectivo y muchas veces se refiere a acontecimientos pasados.
«Aoristo» proviene del griego antiguo aóristos «indefinido», porque era la forma sin marcar (por defecto) del verbo y, por lo tanto, no tiene las implicaciones del aspecto imperfectivo, que se refiere a una acción en curso, ni las del perfectivo, que se refiere a una acción cumplida, sino que se describe como una acción «pura y simple», la acción en sí y para sí misma. A veces se refiere a una acción única o culminada, no prolongada en el tiempo. Los verbos en aoristo pueden verterse de diversas maneras según su contexto. Una manera es de modo que se denote un solo acto de alguna índole, sin relación con algún tiempo particular. La acción verbal del aoristo presenta un aspecto puntual o momentáneo.
Según A Grammar of New Testament Greek, por James H. Moulton, tomo I, 1908, p. 109, «el aoristo tiene el efecto de convertir en momentos, es decir, considera la acción como un momento: representa el momento de entrada […] o el de terminación […] o mira a una acción entera como algo que sencillamente ha sucedido, sin distinguir pasos en su progreso».